# Caecidotea puebla
Caecidotea puebla is een pissebed uit de familie Asellidae. De wetenschappelijke naam van de soort is voor het eerst geldig gepubliceerd in 1968 door Cole & Minckley.